# ويكيبيديا السلوفينية
ويكيبيديا السلوفينية (بالسلوفينية: Slovenska Wikipedija)‏ هي النسخة السلوفينية من موسوعة ويكيبيديا، أطلقت في مارس 2002، وفي يونيو 2009 أصبح لديها أكثر من 75,000 مقالة.

## الإحصائيات
| عدد المستخدمين المسجلين | عدد المستخدمين النشيطين | عدد المقالات | صفحات المحتوى | عدد التعديلات | عدد الملفات المرفوعة | عدد الإداريين |
| ----------------------- | ----------------------- | ------------ | ------------- | ------------- | -------------------- | ------------- |
| 241٬899                 | 324                     | 192٬938      | 490٬510       | 6٬428٬934     | 8٬677                | 22            |

## التقدم
- 100 مقالة - 18 يونيو 2002
- 1000 مقالة - 30 سبتمبر 2003
- 10,000 مقالة - 7 فبراير 2005
- 20,000 مقالة - 17 ديسمبر 2005
- 30,000 مقالة - 30 يونيو 2006
- 40,000 مقالة - 15 فبراير 2007
- 50,000 مقالة - 17 يوليو 2007
- 100,000 مقالة - 15 أغسطس 2010